# 石田祐介
石田 祐介（いしだ ゆうすけ、1982年6月29日 - ）は、埼玉県新座市出身の元社会人野球選手（投手、右投右打）。現在はJPアセット証券野球部の投手コーチを務めている。

## 来歴
新座市立東野小学校3年の時野球を始め、中学時は硬式野球（シニアリーグ）の新座シニアに所属し、ポジションは投手と遊撃手であった。
淑徳高等学校では、2年時に遊撃手でレギュラーを獲得し、3年時から投手。エースとして出場した3年夏の東東京大会は4回戦で敗退し、甲子園出場経験はない。
東京国際大学では1年秋の東京新大学野球リーグでは新人王と最優秀投手、最優秀防御率を獲得した。その後怪我などもありながら、4年春は5勝をあげベストナインを獲得、4年秋は5勝をあげ、大学初のリーグ2位に貢献した。リーグ通算19勝。
大学卒業後の2005年に日産自動車に入社。当時のエース宮田仁、後にプロ入りする三橋直樹、高崎健太郎、青木高広などの好投手が居た為、4年目までは公式戦の登板はほとんどなく、東京ドームのマウンドに立つ事は出来なかった。
入社5年目の2009年2月に日産自動車の休部が発表され、チーム最後の1年となる。多くの投手がプロ入りし、徐々に重要な試合でのマウンドを任されるようになり、エースに成長。この年の都市対抗野球大会神奈川予選では、初戦のENEOS戦に先発し7回2失点に抑え、翌日の三菱重工横浜との第一代表決定戦では、先発し延長10回まで無失点に抑える活躍を見せた。この試合は延長16回、0-0引き分けに終わり再試合となったが、再試合と、第二代表決定戦は登板なくチームは敗れた。第三代表決定戦の東芝戦に先発。9回2失点で完投勝利して、チーム最後の都市対抗出場を決めた。
第80回都市対抗野球大会では準決勝までの4試合全てに先発したが、準決勝でトヨタ自動車に0-1で敗れ、ベスト4に終わった。11月の第36回社会人野球日本選手権大会にも出場したが、準決勝でJR九州に敗れベスト4に終わり、この大会をもって日産自動車硬式野球部は休部となった。
2010年1月に住友金属鹿島に移籍。チームのエースとなり第81回都市対抗野球大会、第82回都市対抗野球大会と2年連続ベスト4に導いた。自身は日産時代から3年連続ベスト4となったが、悲願の優勝には手が届かなかった。またこの年は、中国・広州で開かれたアジア競技大会の日本代表に選出され、モンゴル戦に先発して12人中11奪三振を記録するなどの活躍で、銅メダル獲得に貢献した。
2014年をもってチームを退部。その後は社会人クラブチームの新波に一時在籍した。
2016年1月から、母校である東京国際大学硬式野球部の投手コーチに就任した。
2023年からは社会人野球チームのJPアセット証券野球部で投手コーチを務めている。

## 表彰・タイトル
- 第80回都市対抗野球大会 優秀選手賞
- 第81回都市対抗野球大会 優秀選手賞
- 第82回都市対抗野球大会 優秀選手賞

## 日本代表キャリア
- 広州アジア競技大会日本代表（2010年）